# Metriophilus
Metriophilus är ett släkte av skalbaggar. Metriophilus ingår i familjen vivlar.

## Dottertaxa tillMetriophilus, i alfabetisk ordning[1]
- Metriophilus albopilosus
- Metriophilus alboscutellatus
- Metriophilus alboscutosus
- Metriophilus alienus
- Metriophilus apicalis
- Metriophilus apicepilosus
- Metriophilus brevicollis
- Metriophilus brevipennis
- Metriophilus carinicollis
- Metriophilus clypeatus
- Metriophilus collaris
- Metriophilus contractus
- Metriophilus cribricollis
- Metriophilus curticollis
- Metriophilus cylindricus
- Metriophilus definitus
- Metriophilus densatus
- Metriophilus discedens
- Metriophilus discors
- Metriophilus discretus
- Metriophilus efraimi
- Metriophilus elongatus
- Metriophilus exiguus
- Metriophilus extensus
- Metriophilus fasciculatus
- Metriophilus flavogriseus
- Metriophilus flavopalidus
- Metriophilus flavoscutosus
- Metriophilus flavospinosus
- Metriophilus flavosquamosus
- Metriophilus fortidens
- Metriophilus fugax
- Metriophilus geminus
- Metriophilus horridulus
- Metriophilus humeralis
- Metriophilus imbecillus
- Metriophilus incertus
- Metriophilus indiligens
- Metriophilus inermis
- Metriophilus infirmus
- Metriophilus inops
- Metriophilus latipennis
- Metriophilus leucaspis
- Metriophilus lineatocollis
- Metriophilus longulus
- Metriophilus lutosus
- Metriophilus lynx
- Metriophilus macer
- Metriophilus micans
- Metriophilus minimus
- Metriophilus miscellus
- Metriophilus moestus
- Metriophilus montei
- Metriophilus nigrescens
- Metriophilus nigrisetis
- Metriophilus nigroterminatus
- Metriophilus nitidipennis
- Metriophilus nitidus
- Metriophilus oblongus
- Metriophilus obtusus
- Metriophilus occultus
- Metriophilus opacus
- Metriophilus parallelus
- Metriophilus parvicollis
- Metriophilus parvidens
- Metriophilus parvulus
- Metriophilus paululus
- Metriophilus plumbeus
- Metriophilus productus
- Metriophilus purpurascens
- Metriophilus quadripunctatus
- Metriophilus ramosus
- Metriophilus ramulosus
- Metriophilus recticollis
- Metriophilus reflexus
- Metriophilus rivalis
- Metriophilus rugifrons
- Metriophilus scutellaris
- Metriophilus scutosus
- Metriophilus semicostatus
- Metriophilus sincerus
- Metriophilus splendidus
- Metriophilus strenuus
- Metriophilus stricticollis
- Metriophilus sublinearis
- Metriophilus subtuberculatus
- Metriophilus tennellus
- Metriophilus tenuipes
- Metriophilus tenuis
- Metriophilus tenuistriatus
- Metriophilus tomentosus
- Metriophilus tristiculus
- Metriophilus tristis
- Metriophilus tuberculatus
- Metriophilus turgidus
- Metriophilus v-fulvum